# Teresa Bock
Teresa Bock (* 21. Oktober 1927 in Viersen/Niederrhein; † 15. Oktober 2012 in Viersen) war eine deutsche Sozialarbeitswissenschaftlerin, Professorin, Autorin und Verbandsfunktionärin.

## Leben
Teresa Bock erhielt ab 1949 eine Ausbildung zur Wohlfahrtspflegerin. Sie arbeitete in den Jahren 1955 bis 1957 als Referentin für politische Bildung in Bendorf. Gefördert wurde sie in den frühen Jahren von der Sozialpolitikerin und „Verfassungsmutter“ Helene Weber. Zwischen 1960 und 1962 lehrte Teresa Bock als Dozentin an der Akademie für Jugendfragen im westfälischen Münster. 1962 bis 1967 war sie Direktorin der Höheren Fachschule für Sozialarbeit in Düsseldorf, 1967 bis 1970 Direktorin der Höheren Fachschule für Sozialarbeit in Aachen sowie in den Jahren 1970 bis 1977 Rektorin der Katholischen Fachhochschule Nordrhein-Westfalen in Köln mit dem Lehr- und Forschungsbereich Sozialarbeitswissenschaft und Methoden der Sozialarbeit.
Teresa Bock starb am 15. Oktober 2012 in Viersen.

## Leistungen
Teresa Bock engagierte sich auf sozialpolitischer Ebene in wichtigen Vereinen und Verbänden. In der Zeit von 1971 bis 1995 war sie Mitglied des Hauptausschusses des Deutschen Vereins für öffentliche und private Fürsorge, dem Zusammenschluss der öffentlichen und freien Träger sozialer Arbeit in der Bundesrepublik Deutschland, dessen Empfehlungen maßgeblich in die Umsetzung des deutschen Sozialrechts einfließen. 1971–1994 in den Vorstand berufen, fungierte sie zwischen 1978 und 1990 als stellvertretende Vorsitzende sowie von 1990 bis 1994 als Vorsitzende des Deutschen Vereins. Ab 1995 war sie dessen Ehrenmitglied. Zudem war sie von 1972 bis 2002 Vizepräsidentin des Deutschen Caritasverbandes.
Die graduierte Sozialarbeiterin, Diplom-Volkswirtin und promovierte Wirtschafts- und Sozialwissenschaftlerin (Dr. rer. pol.) verfügte über Erfahrungen in ehrenamtlicher und beruflicher Verbands- und Bildungsarbeit, Lehr- und Leitungstätigkeiten in der Aus- und Weiterbildung von Sozialarbeitern, Sozialpädagogen und Ehrenamtlichen. Bereits Ende der 1960er Jahre verlangte die damalige Rektorin Teresa Bock, dass die Methodenlehrer den Studierenden während der Zeit ihrer Praktika Supervision erteilen sollten.
Schwerpunkte ihrer Arbeit lagen in Praxis, Lehre und Forschung. Sie ist Autorin zahlreicher fachspezifischer Abhandlungen in den Bereichen Sozialarbeit, Sozialpädagogik und Ehrenamt, so auch im Fachlexikon der sozialen Arbeit des Deutschen Vereins, welches erstmals zum 100-jährigen Bestehen des Deutschen Vereins im Jahr 1980 erschien.
Nach der politischen Wende in der DDR erkannte sie dort den großen Bedarf an qualifizierten Fachkräften und engagierte sich in den Jahren 1991 bis 1993 in ihrer Funktion als Gründungsrektorin der Katholischen Fachhochschule in Berlin-Karlshorst, der heutigen Katholischen Hochschule für Sozialwesen Berlin, insbesondere für den fachlichen Nachwuchs in Ostdeutschland.

## Werke
- (mit Margareta Breuer u. Edeltraud Lukoschek): Sozialarbeit mit ausländischen Familien. Lambertus-Verlag, 1994, ISBN 3-7841-0718-4, ISBN 978-3-7841-0718-9.
- Grundlagen, Aufgaben und Organisation eines Instituts für Sozialhilfe- und Lebenslagenforschung (ISL). Kohlhammer Verlag, Stuttgart April 1997, ISBN 3-17-013132-X, ISBN 978-3-17-013132-3.
- Carmen Stadelhofer (Hrsg.), Christiane Schiersmann, Carola Möller, Teresa Bock: Frauenweiterbildung und Weiterbildungsforschung zwischen Arbeitsmarkt und Bildungspolitik: Dokumentation der Tagung vom Februar 1994 in Bad Urach. Verlag Talheimer, Talheim 1995, ISBN 3-89376-047-4, ISBN 978-3-89376-047-3.
- (als Hrsg.): Medizin und Sozialarbeit: Rollenerwartungen und Erfahrungen aus der Zusammenarbeit in der Therapie Suchtkranker und psychosomatisch Kranker. (Vorträge der Freiburger Sozialtherapiewoche 1978), Lambertus-Verlag Freiburg, 1979, ISBN 3-7841-0175-5.
- Sozialarbeit/Sozialpädagogik. In: Deutscher Verein für öffentliche und private Fürsorge (Hrsg.): Fachlexikon der sozialen Arbeit. 2. und 3. Auflage. Eigenverlag, Frankfurt am Main 1986 und 1993.
- (mit Thomas Becker): Die Caritas-Armutsuntersuchung. Eine Bilanz aus der Sicht des Deutschen Caritasverbandes. In: W. Hübinger, R. Hauser (Hrsg.): Die Caritas-Armutsuntersuchung. Eine Bilanz. Freiburg, S. 26–41.
- Vom Laienhelfer zum freiwilligen Experten. Dynamik und Struktur des Volunteering. In: Doris Rosenkranz, Angelika Weber: Freiwilligenarbeit: Einführung in das Management von Ehrenamtlichen in der sozialen Arbeit. Juventa Verlag Weinheim und München, 2002, ISBN 3-7799-0732-1.
- Kolonialisierung und Eigensinn – westliche Sozialarbeit in östlichen Ländern. In: Karin Böllert, Hans-Uwe Otto (Hrsg.): Soziale Arbeit in einer neuen Republik. Anpassung oder Fortschritt. KT-Jahrbuch, Bielefeld 1993, S. 224–231.
- (mit Claus Muhlfeld -Hrsg.-): Sozialarbeit Deutsch-Deutsch. 1991, ISBN 3-472-00764-8, ISBN 978-3-472-00764-7.
- Hans Bertram, Teresa Bock, Gertrud Casel, Ingrid Mielenz, Manfred Scholle, Hans Thiersch, Barbara Wackernagel-Jacobs: Achter Jugendbericht: Leistungen und Aufgaben der Jugendhilfe. Hrsg. Bundesministerium für Jugend, Familie, Frauen und Gesundheit, Bonn 1990.
- mit Margareta Breuer: Folgerungen für den Beruf des Sozialarbeiters. In: Katholische Fachhochschule Nordrhein-Westfalen (Hg.): Kooperation freitätiger und beruflicher Mitarbeiter im Sozialen Diensten, Freiburg im Breisgau 1979: Lambertus, S. 122–131.